# Eois dorisaria
Eois dorisaria là một loài bướm đêm trong họ Geometridae.